# Benjamin Morton Siegel
Benjamin Morton Siegel (* 26. März 1916; † 22. März 1990 in Sarasota) war ein US-amerikanischer Physiker.
Siegel wurde 1940 am Massachusetts Institute of Technology in Physikalischer Chemie promoviert (Ph.D.). Er war an der Harvard University und Brooklyn Poly tätig. Von 1949 bis zu seiner Emeritierung 1986 war er Professor für angewandte Ingenieurphysik an der Cornell University. Hauptwirkungsbereich waren die Hochauflösende Transmissionselektronenmikroskopie und die Molekulare Biophysik. Er baute das Institut für Elektronenmikroskopie auf und veröffentlichte zahlreiche Fachartikel.

## Schriften
- Modern Developments in Electron Microscopy, 1964